# Tapeinochilos versteegii
Tapeinochilos versteegii är en enhjärtbladig växtart som beskrevs av Theodoric Valeton. Tapeinochilos versteegii ingår i släktet Tapeinochilos och familjen Costaceae. Inga underarter finns listade.